# Universidad Digital del Estado de México
La Universidad Digital del Estado de México (UDEMÉX), fundada el 27 de enero de 2012 en Toluca, Estado de México) es un organismo público descentralizado del gobierno estatal que imparte educación media superior y superior en las modalidades no escolarizada, mixta, abierta y a distancia.

## Historia
La UDEMÉX tiene su primer antecedente con la creación del Instituto de Educación Media Superior y Superior a Distancia del Estado de México, por medio del decreto del gobernador en turno Enrique Peña Nieto, fue hasta el año 2012 que el Gobernador Eruviel Ávila Villegas crea el Organismo Público Descentralizado de carácter estatal denominado Universidad Digital del Estado de México, teniendo personalidad jurídica y patrimonio propios, sectorizado a la Secretaría de Educación, dejando sin validez el decreto de creación del Instituto de Educación Media Superior y Superior a Distancia del Estado de México y dando paso a la creación oficial de la Universidad Digital del Estado de México. A lo largo de los últimos 10 años, la UDEMÉX ha creado campus a lo largo del Estado de México, generando convenios con diversas instituciones de gobierno, como la Policía del Estado de México.
La Universidad, tiene una oferta educativa de cuatro licenciaturas, tres maestrías y doctorados en colaboración con otras universidades, como lo es la UNAM y la UDG. Cuenta con una plantilla estudiantil de 11 mil 800 estudiantes en los diferentes niveles del sistema no escolarizado y la modalidad a distancia. Así mismo, oferta becas por medio del Gobierno Federal y del Estado de México.

## Distinciones
- Premiada (Web premiada con el Premio Internacional OX, 2017)